# Gulu
Gulu – miasto w północnej Ugandzie, w dystrykcie Gulu. Według danych szacunkowych na rok 2011 liczy 154.300 mieszkańców. Ośrodek handlowy regionu uprawy bawełny, kawowca i herbaty; przemysł bawełniany, odzieżowy, spożywczy, zapalczany; lotnisko; obozy dla uchodźców z Sudanu, Rwandy i Demokratycznej Republiki Konga. Drugie co do wielkości miasto kraju. Stolica archidiecezji Gulu.